# Letovy
Letovy jsou malá vesnice, část města Nalžovské Hory v okrese Klatovy v Plzeňském kraji. Nachází se asi 1,5 kilometru jihozápadně od Nalžovských Hor. Letovy jsou také název katastrálního území o rozloze 3,79 km².

## Historie
První písemná zmínka o vesnici pochází z roku 1373.

## Obyvatelstvo
| Rok            | 1869 | 1880 | 1890 | 1900 | 1910 | 1921 | 1930 | 1950 | 1961 | 1970 | 1980 | 1991 | 2001 | 2011 | 2021 |
| -------------- | ---- | ---- | ---- | ---- | ---- | ---- | ---- | ---- | ---- | ---- | ---- | ---- | ---- | ---- | ---- |
| Počet obyvatel | 244  | 230  | 239  | 199  | 193  | 164  | 145  | 114  | 91   | 78   | 80   | 61   | 57   | 56   | 52   |
| Počet domů     | 34   | 37   | 37   | 37   | 36   | 35   | 35   | 33   | 25   | 24   | 19   | 30   | 29   | 31   | 31   |

## Obecní správa
Při sčítání lidu v letech 1850–1889 Letovy byly osadou obce Miřenice v okrese Klatovy. V letech 1880–1960 byly samostatnou obcí, se kterým patřily nejprve do okresu Klatovy, ale v roce 1950 v okrese Horažďovice. V letech 1961–1975 byly znovu částí obce Miřenice v okrese Klatovy. Od 1. ledna 1976 jsou částí města Nalžovské Hory v okrese Klatovy.

## Pamětihodnosti
- Kaplička

## Galerie

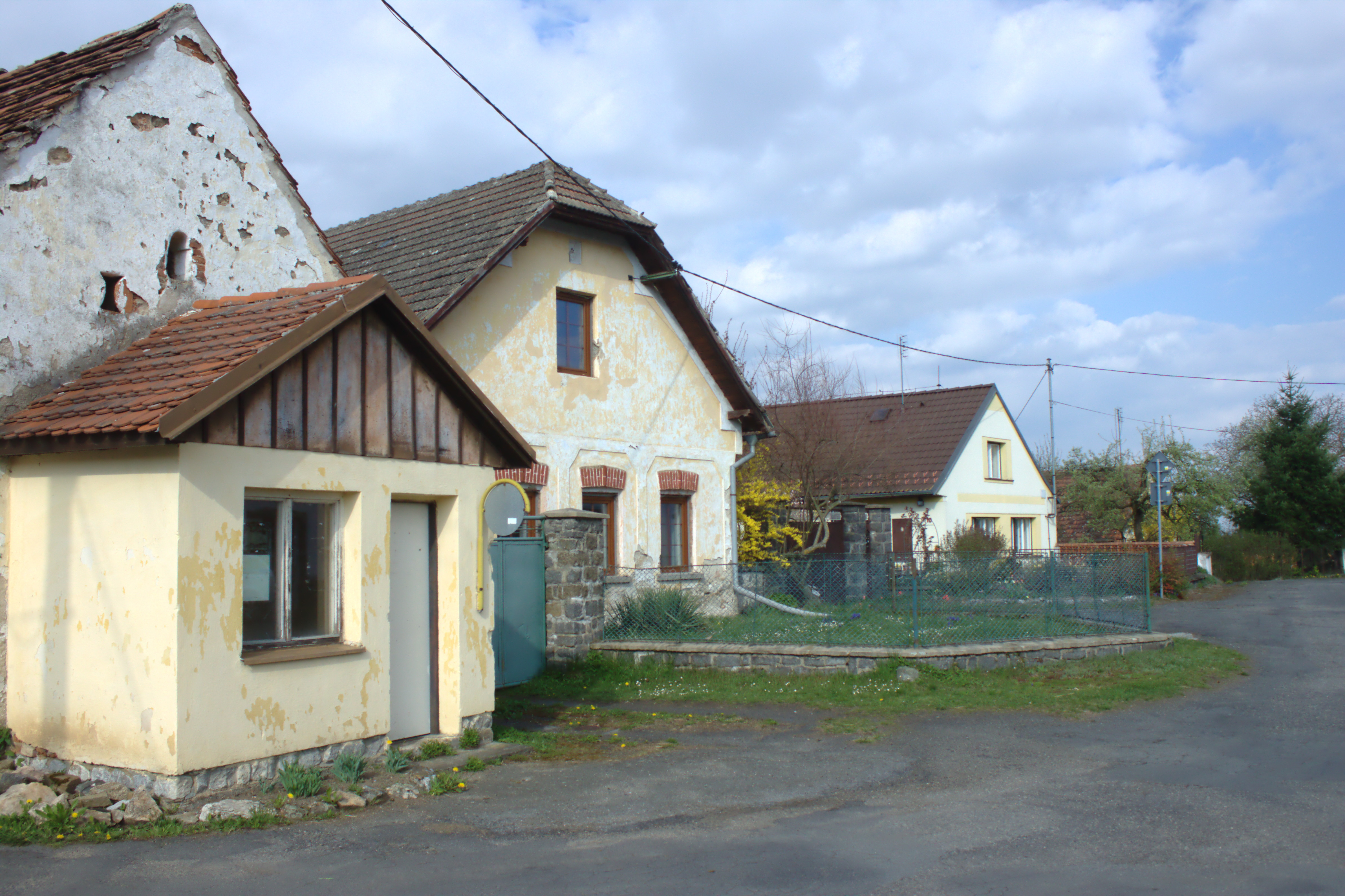
Náves
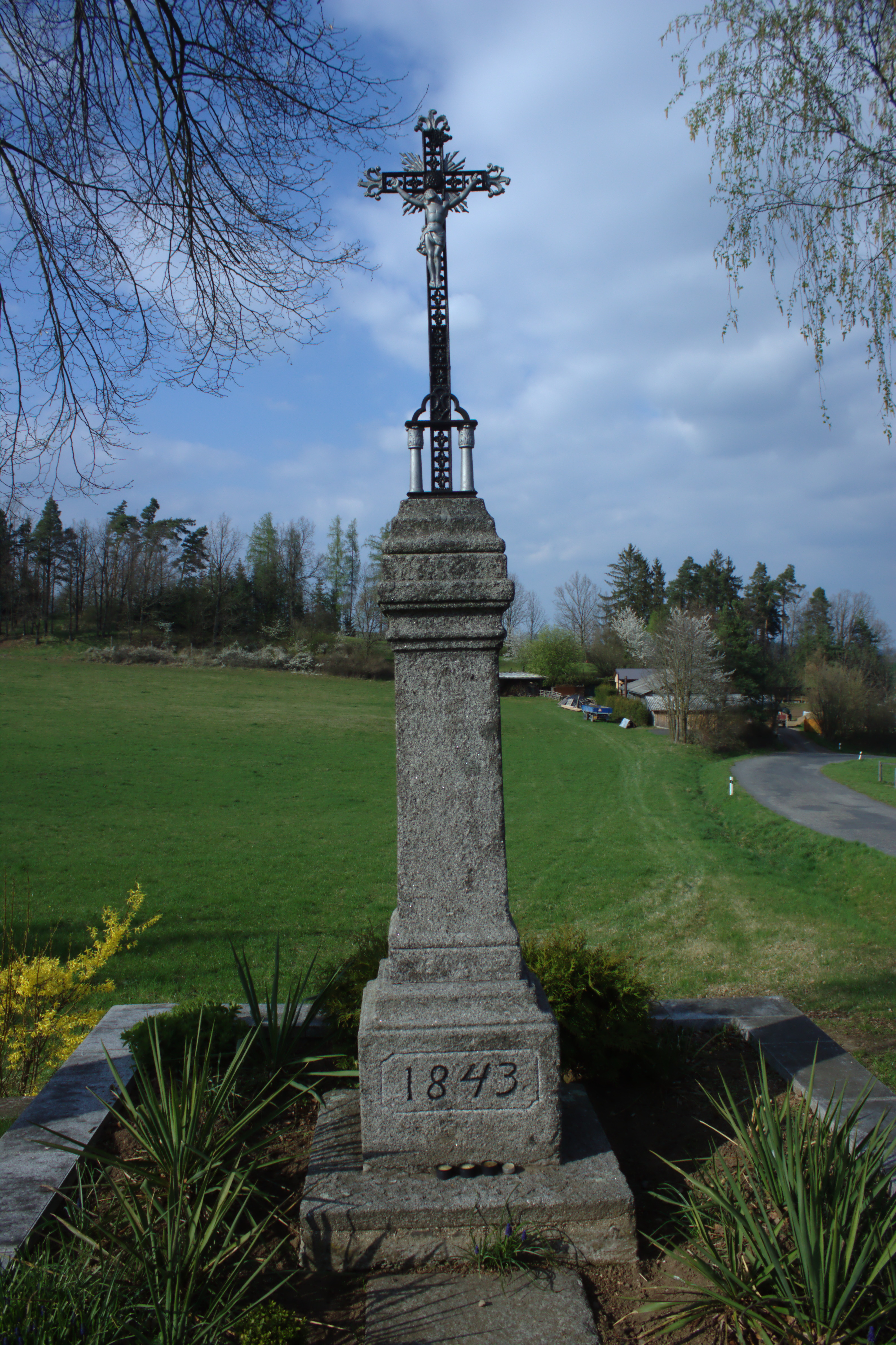
Kříž
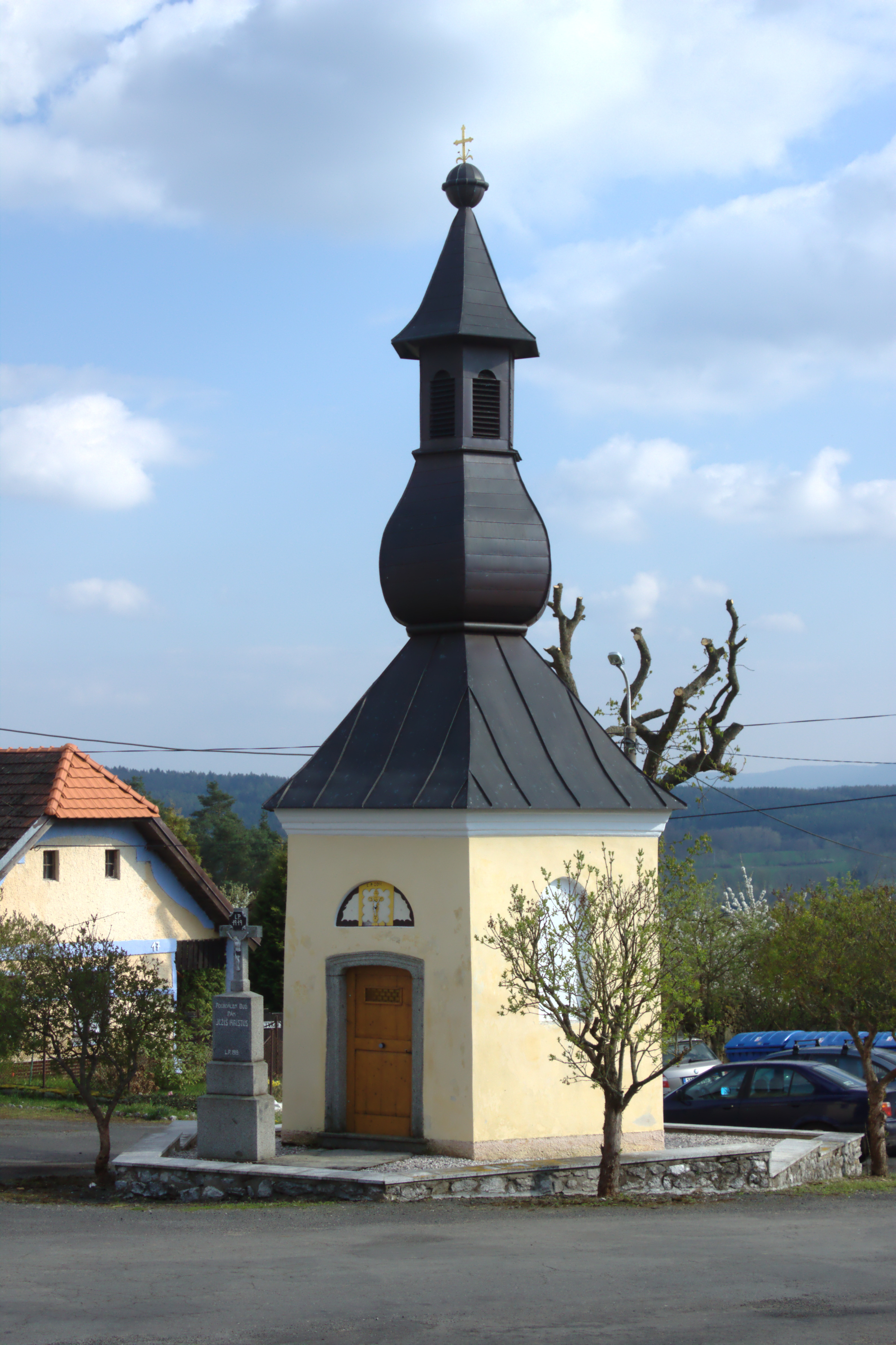
Kaplička